# ملیسا بوکلمان
ملیسا بوکلمان (انگلیسی: Melissa Boekelman؛ زادهٔ ۱۱ مهٔ ۱۹۸۹) ورزشکار دو و میدانی اهل پادشاهی هلند است.